# Strömgren-Sphäre

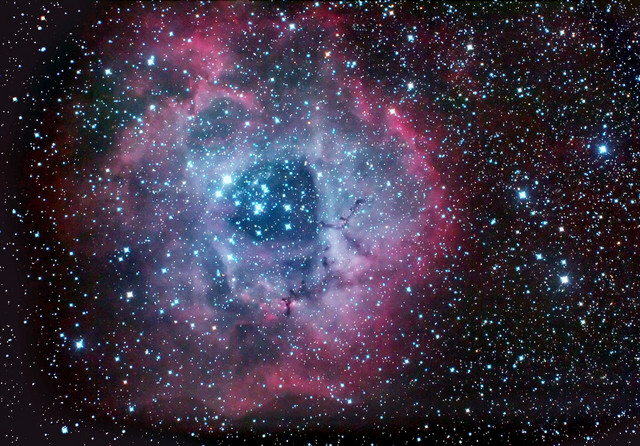
Der Rosettennebel, eine Strömgren-Sphäre

Die Strömgren-Sphäre, benannt nach Bengt Strömgren, ist in der theoretischen Astrophysik das H-II-Gebiet um einen Stern, in dem dieser durch seine ultraviolette Strahlung einen Wasserstoffnebel ionisieren kann. Im Idealfall homogener Gasdichte ist dieser Nebel kugelförmig.
Am Rande der Strömgren-Sphäre ist alle ionisierende Strahlung verbraucht, und das ionisierte Gebiet endet. Genaue Rechnungen zeigen, dass dieser Übergang von hauptsächlich ionisiertem zu neutralem Gas über eine Distanz erfolgt, die im Vergleich zur Größe des Nebels kurz ist; die Strömgren-Sphäre ist also scharf begrenzt. Der Radius einer Strömgren-Sphäre hängt ab von der spektralen Energieverteilung und von der Dichte des Wasserstoffnebels. Normalerweise erzeugen nur Sterne der Spektralklassen O oder B Strahlungsfelder mit genügend ultravioletter Strahlung, um nennenswerte Strömgren-Sphären zu haben.

## Mathematische Beschreibung
Das Gleichgewicht zwischen der Zahl der Rekombinationen von ionisiertem Wasserstoff und freien Elektronen zu neutralem Wasserstoff H0 (linke Seite) und der Zahl der Ionisationen neutralen Wasserstoffs (rechte Seite), jeweils pro Sekunde im gesamten ionisierten Nebel, lässt sich beschreiben als
{\displaystyle {\frac {4}{3}}\pi \,r_{1}^{3}\,N_{\rm {H}}^{2}\,\alpha _{B}=Q({\rm {H^{0})}}}
mit
- dem Volumen {\displaystyle {\frac {4}{3}}\pi \,r_{1}^{3}} des (kugelförmig angenommenen) Gebiets ionisierten Wasserstoffs
  - dem Radius {\displaystyle r_{1}} des Gebiets ionisierten Wasserstoffs, auch Strömgren-Radius genannt. Für einen Wasserstoffnebel mit einer Dichte von einem Atom bzw. Ion je Kubikzentimeter beträgt dieser Radius etwa 100 pc für die heißesten Hauptreihensterne vom Spektraltyp O5 und nur noch etwa 10 pc beim Spektraltyp B0.5; bei höherer Dichte entsprechend kleiner.
- der Teilchenzahl {\displaystyle N_{\rm {H}}} des Wasserstoffs
- dem Rekombinationskoeffizient {\displaystyle \alpha _{B}}, ein von den atomaren Eigenschaften des Wasserstoffs und der Temperatur im Nebel bestimmter Parameter der Dimension 1/(Volumen * Zeit)
- der Emissionsrate {\displaystyle Q({\rm {H^{0})}}} ionisierender Photonen (Energie > 13,6 eV) des anregenden Sterns.